# Megophtalmidia cedricola
Megophtalmidia cedricola är en tvåvingeart som beskrevs av Chandler 2006. Megophtalmidia cedricola ingår i släktet Megophtalmidia och familjen svampmyggor.
Artens utbredningsområde är Cypern. Inga underarter finns listade i Catalogue of Life.